# Baltasar Mariano Muñoz Martínez
Baltasar Mariano Muñoz Martínez, řeholním jménem Buenaventura (7. prosince 1912, Santa Cruz – 4. září 1936, El Esparragal) byl španělský římskokatolický řeholník Řádu menších bratří a mučedník. Katolická církev ho uctívá jako blahoslaveného.

## Život
Narodil se 7. prosince 1912 v Santa Cruz v provincii Murcia jako syn farmářů Antonia Muñoz Sánchez a Josefy Martínez Navarro. Pokřtěn byl den po svém narození. Jeho rodiče byli hluboce věřící ale brzy o ně přišel, ve dvou letech mu zemřela matka a ve čtyřech otec. Jeho nejstarší bratr Antonio, kterému bylo 15 let, se musel začít starat o své mladší bratry.
Jako dítě se věnoval škole, péči o svou rodinu. Po práci se často modlil růženec a také se účastnil růžencových modliteb v místním kostele. Roku 1920 přijal svátost biřmování a 27. června 1920 v kapli Panny Marie Slz v Llano de Brujas přijal první svaté přijímání.
Rozhodl se pro řeholní život a ve třinácti letech vstoupil do serafínské koleje v Cehegínu patřící do serafínské provincie Cartagena. Zde se vyznamenal jako vzorný student a byl velmi oblíbený. Roku 1930 vstoupil do noviciátu ve františkánském klášteře Santa María La Real de las Huertas v Lorce. Přijal řeholní hábit a jméno Buenaventura. V dubnu 1931 musel poprvé opustit klášter z důvodu vyhlášení Druhé Španělské republiky, kdy bylo vypáleno mnoho kostelů a klášterů, vrátil se domů ke své rodině. Po několika týdnech se vrátil zpět do Lorcy, kde 12. září 1931 složil své první řeholní sliby.
Byl přemístěn do kláštera Santa Catalina del Monte v Santo Ángel v provincii Murcia. Zde dokončil svá humanistická studia a tři roky filosofie.
V srpnu 1934 začal v klášteře Santa Ana de Orihuela (Alicante) studovat teologii, jeho snem se stalo kněžství. Dne 24. ledna 1935 složil v Orihuele své věčné sliby.
Dne 24. července 1936 byl z důvodu  vypuknutí Španělské občanské války a začátku pronásledování katolické církve nucen odejít z kláštera ke svému bratrovi. V časných hodinách ranních byl 4. září zatčen za přítomnosti svých bratrů a odveden s knězem Pedrem Sánchezem Barbou na místo mučednické smrti, kde byli zastřeleni. O několik hodin později bylo jeho zakrvácené tělo s úsměvem na tváři nalezeno jeho bratry na silnici vedoucí do čtvrti Espinardo (Murcia). Tělo leželo nedaleko místa zvaného Cuello de la Tinaja. Byl pohřben na hřbitově Jesús de Espinardo (Murcia). Dne 28. února 1942 bylo tělo přeneseno do krypty řeholníků ve františkánském kostele Milosrdenství v Murcii. Dnes jeho tělo leží v kapli stejného kostela zasvěcené františkánským mučedníkům.

## Proces blahořečení
Roku 1963 byl v cartagenské diecézi zahájen jeho proces blahořečení. Do procesu byli zařazeni také další františkán a dva diecézní kněží, františkánští terciáři.
Dne 10. prosince 2010 uznal papež Benedikt XVI. jejich mučednictví. Blahořečeni byli 13. října 2013.